# Richard Schröder (Theologe)

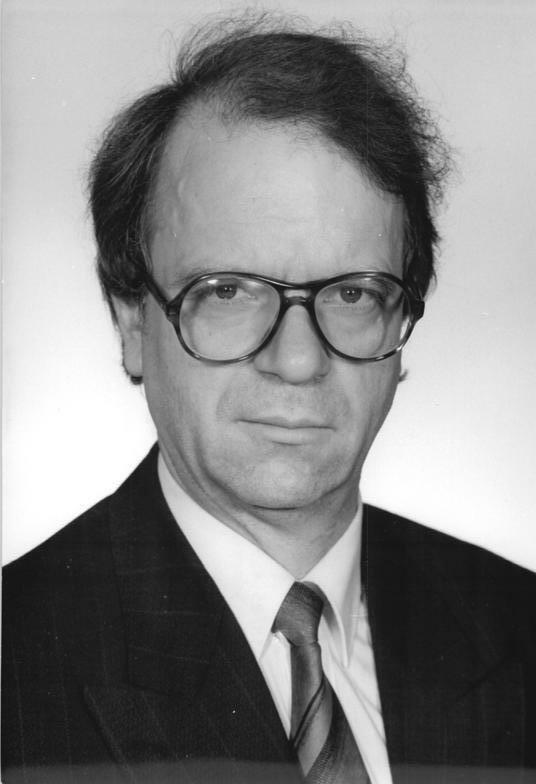
Richard Schröder, 1990

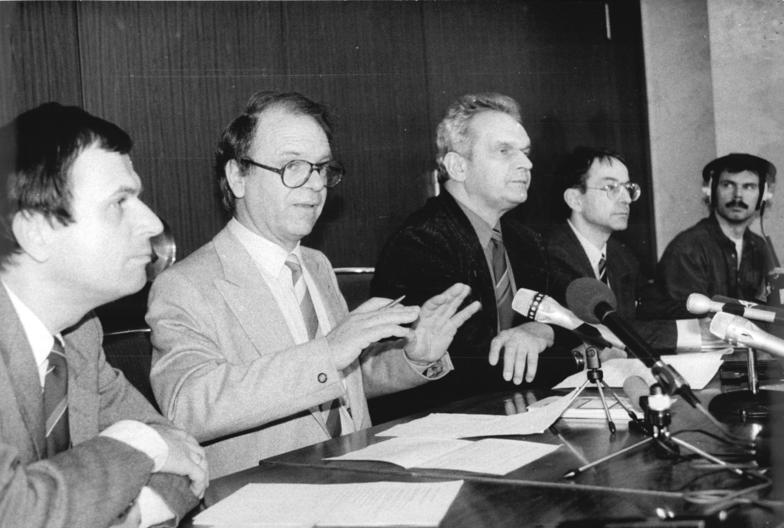
Richard Schröder (2. von links), 1990

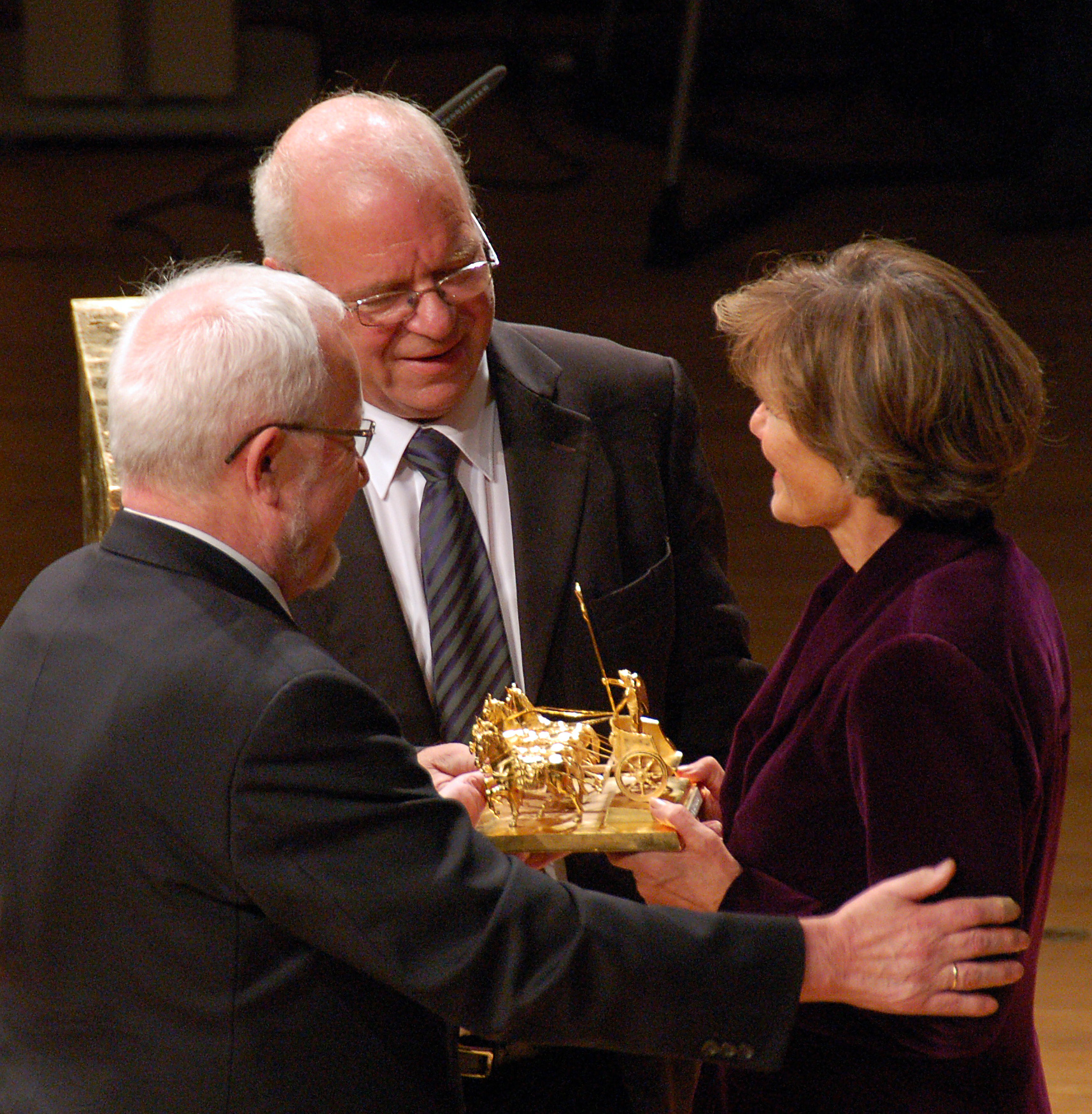
Richard Schröder verleiht die Quadriga 2010 in der Kategorie „Architektur der Einheit“ an Lothar de Maizière (l.) und Wolfgang Schäuble, dessen Ehefrau Ingeborg Schäuble (r.) den Preis stellvertretend in Empfang nimmt

Richard Schröder (* 26. Dezember 1943 in Frohburg) ist ein deutscher Philosoph und evangelischer Theologe. Von 1991 bis zur Emeritierung nach Vollendung des 65. Lebensjahres gehörte er zum Lehrkörper der Theologischen Fakultät der Humboldt-Universität zu Berlin. Am 18. März 1990 wurde er in die Volkskammer gewählt, war dort vom 3. April bis zum 21. August Fraktionsvorsitzender der Sozialdemokratischen Partei in der DDR und vom 3. Oktober 1990 bis zur Konstituierung des zwölften Bundestages nach der ersten gesamtdeutschen Bundestagswahl am 2. Dezember 1990 Mitglied des elften Deutschen Bundestages in der SPD. Er ist Vorsitzender des Fördervereins Berliner Schloss und war von 2003 bis 2018 Vorstandsvorsitzender der Deutschen Nationalstiftung.

## Lebenslauf
Richard Schröder studierte Theologie und Philosophie an den Kirchlichen Hochschulen Naumburg (Saale) und Berlin. Von 1973 bis 1977 war er Pfarrer in Wiederstedt im Harz. 1977 erfolgte die Promotion, die 1990 durch die neue Regierung staatlich anerkannt wurde. Von 1977 bis 1990 war er Dozent für Philosophie am Katechetischen Oberseminar Naumburg und am Sprachenkonvikt Berlin. 1991 habilitierte er sich an der Kirchlichen Hochschule Leipzig. 1988/89 arbeitete Richard Schröder bei der „Ökumenischen Versammlung für Gerechtigkeit, Frieden und Bewahrung der Schöpfung“ in der Deutschen Demokratischen Republik als Berater der Arbeitsgruppe „Mehr Gerechtigkeit in der DDR“, 1989 trat er in die Sozialdemokratische Partei in der DDR (SDP, später SPD) ein.
Am 18. März wurde er in die Volkskammer gewählt, war dort vom 3. April bis zum 21. August 1990 Fraktionsvorsitzender der SPD und gehörte zu den 144 Abgeordneten des elften Deutschen Bundestages, die die Volkskammer gemäß Art. 42 des Einigungsvertrags für die Zeit von der Wiedervereinigung Deutschlands am 3. Oktober bis zur Konstituierung des zwölften Bundestages nach der ersten gesamtdeutschen Bundestagswahl am 2. Dezember 1990 entsandte. Ab 1990 war er Mitglied der SPD-Grundwertekommission, aus der er 2001 austrat. Er begründete dies damit, dass seine Partei mit der PDS kooperiere. Seine Lehrtätigkeit setzte Richard Schröder 1991 an der Theologischen Fakultät der Humboldt-Universität zu Berlin fort. Von 1991 bis 1997 war er Mitglied des Rates der Evangelischen Kirche in Deutschland und seit 1992 Mitglied des Beirates beim Bundesbeauftragten für die Unterlagen des Staatssicherheitsdienstes der ehemaligen DDR (BStU). 1993 erfolgte die Berufung zum Professor auf den Lehrstuhl für Philosophie in Verbindung mit Systematischer Theologie an der Theologischen Fakultät der Humboldt-Universität Berlin, wo er 1993 und 1994 auch Dekan war. Nach Vollendung des 65. Lebensjahres wurde er emeritiert.
Von 1993 bis Januar 2009 war Richard Schröder Richter am Verfassungsgericht des Landes Brandenburg. Ab 2003 war er Vorstandsvorsitzender der Deutschen Nationalstiftung und wurde wegen der satzungsgemäßen Altersgrenze von 75 Jahren zum 1. Dezember 2018 von Thomas Mirow abgelöst. Dem Senat der Stiftung gehört er weiterhin an. Von 1995 bis 2000 war er außerdem Vorsitzender des Kuratoriums der Weltausstellung Expo 2000 in Hannover. Seit 1999 ist Schröder Vorsitzender des Beirates der Evangelischen Akademie zu Berlin. Darüber hinaus ist er stellvertretender Beiratsvorsitzender der Vereinigung Gegen Vergessen – Für Demokratie. Von 2001 bis 2007 war er Mitglied des Nationalen Ethikrats. 1994 war Schröder als Kandidat für die Wahl des Bundespräsidenten im Gespräch, ebenso fünf Jahre später. Im Jahre 2004 wurde Schröder zum Vorsitzenden des Fördervereins Berliner Schloss gewählt. Des Weiteren engagiert er sich seit 2009 im Vorstand der Deutschen Gesellschaft e. V. und ist derzeit dessen stellvertretender Vorsitzender. Er ist Mitglied der Neuen Mittwochsgesellschaft in Berlin.
Schröder lebt in Blankenfelde (Brandenburg).

## Beiträge zu öffentlichen Debatten
Richard Schröder mischt sich immer wieder in öffentliche Debatten ein.
1999 beteiligte er sich mit einem eigenen Vorschlag an der Diskussion über das Berliner Holocaust-Mahnmal. Auch in der Debatte über die Fortschritte in der Hirnforschung und Biomedizin meldete sich Schröder zu Wort. Im Karikaturenstreit rügte er die dänische Zeitung Jyllands-Posten wegen der Veröffentlichung der Mohammed-Karikaturen. Dem Neuen Atheismus eines Richard Dawkins wirft er Verabsolutierung der naturwissenschaftlichen Perspektive und eine unzureichende Kulturtheorie vor sowie Sprache und Impetus, die dem alten Atheismus der ehemaligen DDR nahe stünden. Gegenüber dem neuen Atheismus Dawkins’ und dem Kreationismus macht Schröder gleichermaßen eine geisteswissenschaftliche und theologische Tradition geltend, die zwischen verschiedenen Textgattungen unterscheidet, Erzählungen in ihren ideengeschichtlichen Kontext einordnet und Entwicklungen im auszulegenden Text berücksichtigt.
Schröder geriet 2007 nach einem Interview mit dem Deutschlandfunk in die Kritik. Darin warf er der 68er-Bewegung eine „atheistische Propaganda“ vor. Eine atheistische Propaganda habe es auch in der DDR gegeben. Das Christentum sei von der 68er-Bewegung „auf den Müllhaufen der Geschichte geworfen“ worden. Schröder kritisierte in dem Interview auch die Aufklärung.

### Abtreibung
Wolfgang Böhmer äußerte sich 2008 zu einer Serie von Kindstötungen in Ostdeutschland und machte dafür die DDR-Mentalität verantwortlich: Da in der DDR seit 1972 das Gesetz über die Unterbrechung der Schwangerschaft einen Schwangerschaftsabbruch in den ersten zwölf Wochen ohne Angabe von Gründen erlaubte, hätte sich dort eine „leichtfertigere Einstellung zum werdenden Leben“ entwickelt, die bis heute nachwirke. Schröder war einer der wenigen, die Böhmer unterstützen. Schröder argumentierte, die DDR habe in Abtreibungen ein willkommenes Mittel für die höhere Verfügbarkeit von Arbeitskräften gesehen.

### Migrationskrise
2017 und 2018 bewertete Schröder die deutsche Migrations- und Flüchtlingspolitik kritisch. Im September 2015 und danach hätte die Bundesregierung zahlreiche Fehler gemacht. Die Prinzipien, die in seinen Augen zu gelten hätten, fasste Schröder so zusammen: Es gebe kein Menschenrecht auf Einwanderung, schon gar nicht in das Land der eigenen Wahl. Jeder Migrant habe sich an der deutschen Staatsgrenze bzw. an der europäischen Außengrenze ordnungsgemäß mit Personalpapieren auszuweisen. Wer dies nicht tue, begehe illegalen Grenzübertritt. Kein Mensch sei illegal, aber jeder Mensch könnte illegal wo sein, als Einbrecher beispielsweise. Man müsse zwischen Flüchtlingen bzw. Asylberechtigten und Einwanderern unterscheiden: „Flüchtlingen schützenden Aufenthalt zu gewähren ist eine Forderung der Humanität, und das darf auch etwas kosten oder: Es muss sich für uns nicht lohnen […] Bei Einwanderern dagegen dürfen wir unsere Interessen geltend machen. Einwanderung muss sich für uns lohnen.“ Unsortierte Zuwanderung sei die unrentabelste Art, fehlende Arbeitskräfte zu gewinnen. Der Irrtum, zu uns kämen die Ärmsten, habe fatale Folgen. Denn wir würden dann die wirklich Ärmsten, die gar nicht reisen könnten, übersehen. Weil unsere Einwanderungsbedingungen zu restriktiv seien, würden diejenigen, die einwandern wollen, Asyl beantragen. Armut und wirtschaftliche Not, Krieg und Bürgerkrieg seien aber nach internationalem Recht kein Grund für den Status eines Asylberechtigten. Wer zu uns komme, solle sich nach unseren Regeln richten oder er müsse wieder gehen. Zudem hält es Schröder für besser, wenn Migranten bei Einreise in ein „Aufnahmelager“ gekommen wären bzw. künftig kommen würden. So habe man es doch auch mit DDR-Flüchtlingen und Spätaussiedlern aus Osteuropa gemacht. Während jeder deutsche Staatsbürger sich mit Dokumenten ausweisen müsse, habe man es seit 2015 hingenommen, dass Migranten die Feststellung ihrer Identität behindern und die Behörden durch Falschangaben bewusst in die Irre führen würden. Von daher hätte es Terroristen, die als Flüchtlinge getarnt gekommen wären, gelingen können, schlimme Terrorakte in Deutschland auszuführen. Für die Zukunft rät Schröder: „Am besten wäre es, wenn die Ankommenden bis zur endgültigen Entscheidung über ihren Status im Aufnahmelager verbleiben.“

### Währungsunion 1990
In einem längeren Zeitungsartikel betonte er, dass die Währungsunion von 1990 ein „Signal zum Bleiben“ gewesen sei. Um die Währungsunion würden sich viele Mythen ranken, die „übelster Art“ seien und die das Zusammenleben in Ost und West bis heute „vergiften“.

## Ehrungen
- 1992 erhielt Schröder die Ehrendoktorwürde durch die Theologische Fakultät der Georg-August-Universität Göttingen und im selben Jahr wurde ihm das Große Verdienstkreuz des Verdienstordens der Bundesrepublik Deutschland verliehen.
- 1996 war er der erste Preisträger des Lutherpreises „Das unerschrockene Wort“ in Worms.
- 1997 wurde ihm der Ludwig-Börne-Preis und
- 2001 der Heinz Herbert Karry-Preis verliehen.
- 2009 wurde sein Engagement zur Vollendung der deutschen Einheit mit dem Gustav-Heinemann-Bürgerpreis gewürdigt.
- 2009 wurde er mit dem Ernst-Robert-Curtius-Preis und dem Arthur-Burkhardt-Preis ausgezeichnet.
- 2010 wurde Schröder von der Christian-Albrechts-Universität zu Kiel mit der Ferdinand-Tönnies-Medaille geehrt.
- 2014 wurde ihm der Literaturpreis der Stahlstiftung Eisenhüttenstadt verliehen.
- Schröder wurde zum 25. Jahrestag der Deutschen Einheit im Oktober 2015 das Große Verdienstkreuz mit Stern in Würdigung seiner Aktivitäten in der Politik und Gesellschaft verliehen.[21]
- Am 19. Juni 2016 erhielt er den Point-Alpha-Preis für seine Verdienste um die Einheit Deutschlands und Europas.[22][23]

## Ausgewählte Publikationen
- Johann Gerhards lutherische Christologie und die aristotelische Metaphysik (= Beiträge zur historischen Theologie. Band 67). Tübingen 1983.
- Denken im Zwielicht. Vorträge und Aufsätze aus der Alten DDR. Tübingen 1990.
- Deutschland schwierig Vaterland. Freiburg 1993.
- Vom Gebrauch der Freiheit. Stuttgart 1996.
- Einsprüche und Zusprüche. Kommentare zum Zeitgeschehen. Stuttgart 2001.
- Die wichtigsten Irrtümer über die deutsche Einheit. Freiburg im Breisgau 2007.
- Abschaffung der Religion? Wissenschaftlicher Fanatismus und die Folgen. Freiburg im Breisgau 2008.
- Gunter Weißgerber, Richard Schröder, Eva Quistorp: Weltoffenes Deutschland? Zehn Thesen, die unser Land verändern. Herder, Freiburg im Breisgau 2018.
- mit Karl-Heinz Paqué: Gespaltene Nation? - Einspruch! : 30 Jahre Deutsche Einheit, Basel : NZZ Libro 2020, ISBN 978-3-907291-00-9.

Artikel und Aufsätze (Auswahl)
- Auch die Pille ist künstlich. Der Sozialdemokrat und evangelische Theologe Richard Schröder, 57, über ungeborenes Leben, Stammzellenforschung und seinen Dissens mit den Bischöfen. Interview. In: Der Spiegel. 50/2001, 10. Dezember 2001.
- Was dürfen, was können wir tun? Fragen eines Philosophen zu den Fortschritten der Biomedizin. In: FAZ. 21. Juli 2001.
- „Auf deutschen Sonderwegen ruht kein Segen.“ Theologieprofessor Richard Schröder votiert für den befristeten Import von Stammzellen. Interview. In: Evangelischer Pressedienst (epd) sozial. Nr. 3, 25. Januar 2002.
- Das Volk hat die Politiker, die es verdient. In: Politik als Marke. Politikvermittlung zwischen Kommunikation und Inszenierung (= Public affairs und Politikmanagement. Bd. 3.). Hrsg. von Axel Balzer, Marvin Geilich, Shamim Rafat. Münster 2005; 2. Aufl., Axel Balzer, Deutsches Institut für Public Affairs (Potsdam/Berlin) (Hrsg.), Lit, Berlin/Münster 2006, ISBN 3-8258-8146-6 (Kongressbeiträge, Berlin 2004).
- „Ruin – lieber mit als ohne Einheit, ... Ein Lob der Herkulesarbeit der Treuhand“. In: FAZ. Nr. 29 vom 4. Februar 2013, Seite 7.

Reden (Auswahl)
- Rede am 17. Juni 2009 im Deutschen Bundestag (zum Jahrestag des Volksaufstandes vom 17. Juni 1953)